# Flavi Timasi
Flavi Timasi (llatí: Flavius Timasius) fou un destacat general romà oriental del temps de Teodosi I el Gran.
Fou nomenat comandant de la cavalleria el 386 i de la infanteria el 388. Teodosi el va enviar, el mateix 388, juntament amb Ricomer, Promot i Arbogast, a acabar amb l'usurpador Magne Màxim. El 389 assolí el consolat, que exercí juntament amb Promot. Aquell mateix any va servir amb Teodosi a la seva campanya contra els bàrbars a la frontera de Macedònia. El 394 fou nomenat comandant romà en la guerra contra Eugeni.
Després de la mort de Teodosi i l'ascens d'Arcadi, fou destituït del càrrec per consell d'Eutropi el ministre. Acusat tot seguit d'aspirar a l'Imperi fou desterrat a un oasi d'Àfrica el 396.